# Antitheton iniquiungues
Antitheton iniquiungues är en kackerlacksart som beskrevs av Morgan Hebard 1919. Antitheton iniquiungues ingår i släktet Antitheton och familjen småkackerlackor. Inga underarter finns listade i Catalogue of Life.